# Helmuth Schneider (historien)
Pour les articles homonymes, voir Schneider.
Helmuth Schneider (né le 29 juillet 1946 à Bad Gandersheim) est un historien allemand de l'Antiquité.

## Biographie
Helmuth Schneider étudie l'histoire et la philosophie à Tübingen et Marburg de 1966 à 1973. Il obtient son doctorat en 1973 avec l'ouvrage Wirtschaft und Politik – Untersuchungen zur Geschichte der späten römischen Republik de Karl Christ.
De 1978 à 1988, Schneider est assistant de recherche et assistant universitaire en histoire ancienne à l'Université libre de Berlin. Il y obtient son habilitation en 1986. En 1988/89, il occupe une chaire d'histoire ancienne à l'Université de Kiel. De 1989 à 1991, il travaille comme chargé de cours privé à Heidelberg et du semestre d'hiver 1991 jusqu'à sa retraite, il est professeur fondateur d'histoire ancienne à l'Université de Cassel. Schneider est co-éditeur de Neuer Pauly avec Hubert Cancik (de) depuis 1995. Il est membre de la Commission historique de Hesse depuis 1998.
Schneider est un spécialiste de l'histoire économique et sociale ancienne, en particulier de l'histoire des techniques.

## Publications
Monographies
- Wirtschaft und Politik. Untersuchungen zur Geschichte der späten römischen Republik (= Erlanger Studien. Bd. 3,  (ISSN 0179-1710)). Palm & Enke, Erlangen 1974 (Zugleich: Marburg, Universität, Dissertation, 1973).
- Die Entstehung der römischen Militärdiktatur. Krise und Niedergang einer antiken Republik. Kiepenheuer & Witsch, Köln 1977,  (ISBN 3-462-01230-4).
- Das griechische Technikverständnis. Von den Epen Homers bis zu den Anfängen der technologischen Fachliteratur (= Impulse der Forschung. Bd. 54). Wissenschaftliche Buchgesellschaft, Darmstadt 1989,  (ISBN 3-534-04532-7) (Zugleich: Berlin, Freie Universität, Habilitations-Schrift, 1986).
- Einführung in die antike Technikgeschichte. Wissenschaftliche Buchgesellschaft, Darmstadt 1992,  (ISBN 3-534-08335-0).
- Geschichte der antiken Technik (= Beck'sche Reihe. 2432 C. H. Beck Wissen). Beck, München 2007,  (ISBN 978-3-406-53632-8).

Éditions
- Zur Sozial- und Wirtschaftsgeschichte der späten römischen Republik (= Wege der Forschung (de). Bd. 413). Wissenschaftliche Buchgesellschaft, Darmstadt 1976,  (ISBN 3-534-07806-3).
- Sozial- und Wirtschaftsgeschichte der römischen Kaiserzeit (= Wege der Forschung. Bd. 552). Wissenschaftliche Buchgesellschaft, Darmstadt 1981,  (ISBN 3-534-07806-3).
- Geschichte der Arbeit. Vom Alten Ägypten bis zur Gegenwart (= Ullstein-Buch. 34140 Ullstein-Sachbuch). Ungekürzte Ausgabe. Ullstein, Frankfurt am Main u. a. 1983,  (ISBN 3-548-34140-3).
- mit Hubert Cancik (de): Der Neue Pauly.
- mit Hans-Joachim Gehrke: Geschichte der Antike. Ein Studienbuch. Metzler, Stuttgart u. a. 2000,  (ISBN 3-476-01455-X).
- mit Hans-Joachim Gehrke: Geschichte der Antike. Quellenband. Metzler, Stuttgart u. a. 2007,  (ISBN 978-3-476-02017-8).
- mit Hubert Cancik und Manfred Landfester (de): Der Neue Pauly. Enzyklopädie der Antike, Sonderausgabe. WBG (Wissenschaftliche Buchgesellschaft), Darmstadt 2015,  (ISBN 978-3-534-26764-4) (Das klassische Altertum und seine Rezeptionsgeschichte: 18 Bände, 1 Registerband, inkl. Zusatzband Historischer Atlas der Antiken Welt).